# Ellbogensee
Der Ellbogensee befindet sich im Landkreis Mecklenburgische Seenplatte 16 Kilometer südlich von Neustrelitz. Er ist etwa 5,5 Kilometer lang und bis 500 Meter breit und gehört zum Neustrelitzer Kleinseenland in Mecklenburg-Vorpommern. Das Südostufer bildet die Grenze zum Bundesland Brandenburg.
Der See liegt auf den Gemeindegebieten von Priepert und der Stadt Wesenberg. Am Nordzipfel, am Übergang vom Großen Priepertsee, liegt der Ort Priepert und etwas westlich des westlichsten Seepunktes der Wesenberger Ortsteil Strasen. Der schmale See hat eine markante z-förmige Gestalt, von der sich wahrscheinlich sein Name ableitet. Er unterteilt sich in drei Becken: Nordbecken, Nord-Süd-Becken und Südbecken. Die tiefste Stelle des Sees befindet sich im Nordbecken. Am Südufer bei Großmenow befindet sich ein Campingplatz.
Seine Zuflüsse erhält der See im Norden von der Havel (Großer Priepertsee) und im Westen über einen etwa 1 Kilometer langen Kanal mit der Schleuse Strasen aus dem Großen Pälitzsee und damit letztlich aus der Elde über die Müritz-Havel-Wasserstraße. Die Schleuse Strasen wurde 1845 gebaut und hat eine Fallhöhe von 1,42 Metern nach Osten zu Tal. Die Havel fließt aus dem Südbecken des Ellbogensees weiter nach Osten in den Ziernsee.
Das Nordbecken von Westen bis Priepert ist Bestandteil der 32 Kilometer langen Bundeswasserstraße Müritz-Havel-Wasserstraße, die hier mit km 0 in die Bundeswasserstraße Obere Havel-Wasserstraße einmündet, zu der die beiden anderen Becken des Ellbogensees gehören. Beide Bundeswasserstraßen zählen zur Wasserstraßenklasse I, für die das Wasserstraßen- und Schifffahrtsamt Oder-Havel zuständig ist.